# Sygnały dawane przy próbie hamulców zespolonych
Sygnały dawane przy próbie hamulców zespolonych (Rh/Rhs) – sygnały na sieci kolejowej PKP Polskich Linii Kolejowych dawane przez uprawnionego pracownika kolei podczas wykonywania próby hamulca. Są dawane za pomocą ręki lub latarki sygnałowej (sygnały Rh), albo specjalnego urządzenia z trzema latarniami ułożonymi pionowo (sygnały świetlne Rhs) 
| Sygnał                        | Wersja dzienna (Rh)                              | Wersja nocna (Rh)                                                            | Sygnał świetlny (Rhs)     |
| ----------------------------- | ------------------------------------------------ | ---------------------------------------------------------------------------- | ------------------------- |
| Rh1/Rhs1 „Zahamować”          | Wyprostowane ręce nad głową zakreślające półkola | Biała latarka sygnałowa poruszana po łuku do góry i opuszczana pionowo w dół | Jedno światło matowobiałe |
| Rh2/Rhs2 „Odhamować”          | Wyciągnięta ręka poruszana po łuku nad głową     | Wyciągnięta ręka z latarką sygnałową biała poruszana po łuku nad głową       | Dwa świata matowobiałe    |
| Rh3/Rhs3 „Hamulce w porządku” | Wyciągnięta ręka trzymana pionowo do góry        | Ręka z latarką sygnałową białą trzymana pionowo nad głową                    | Trzy światła matowobiałe  |

Sygnały ręczne dawane są w kierunku maszynisty lub osoby przeprowadzającej próbę hamulca